# Trevor Mbakwe
Trevor Mbakwe (Saint Paul, 24 gennaio 1989) è un ex cestista e allenatore di pallacanestro statunitense con cittadinanza nigeriana.

## Carriera

### College
Prima di frequentare l'Università del Minnesota, Mbakwe ha giocato la stagione 2007-08 per la Marquette University, durante la quale ha sofferto di lesioni croniche al ginocchio. Nella stagione 2008-09 si è trasferito al Miami Dade College, dove ha guidato la squadra alla conquista del campionato della Southern Conference. Dopo essersi preso una pausa durante la stagione 2009-10, si è trasferito all'Università del Minnesota per giocare nella squadra guidata da Tubby Smith. Nel primo anno con Smith, ha guidato la classifica dei rimbalzi della Big Ten Conference con una media di 10,5 rimbalzi a partita. È stato il primo giocatore dei Gophers a guidare la Big Ten in rimbalzi dai tempi di Kris Humphries, diventando inoltre il terzo miglior rimbalzista dell'Università del Minnesota, con 327 rimbalzi durante tutta la stagione.

### Professionista
Il 22 agosto 2013, la Pallacanestro Virtus Roma annuncia l'ingaggio per la stagione 2013-14 di Mbakwe.
Il 6 luglio 2014 firma un contratto annuale con il Brose Bamberg per la stagione 2014–15.
Mbakwe termina la stagione vincendo il campionato tedesco, con una media a partita di 10,6 punti, 7,4 rimbalzi e 1,45 stoppate, oltre al raggiungimento degli ottavi di finale di Eurocup, persi poi con il Lokomotiv Kuban, viaggiando a 8,7 punti, 8,4 rimbalzi e 1,1 stoppate a partita.
Il 1º luglio 2015 firma un contratto triennale con il club israeliano del Maccabi Tel Aviv, che lascia al termine della prima stagione. Il 6 luglio 2016 viene annunciato dall'Unicaja Málaga, con cui però non supera le visite mediche a causa dei suoi cronici problemi alle ginocchia; il 3 novembre viene ingaggiato dallo Zenit San Pietroburgo..
Nell'estate 2017 torna in Italia nelle file dell'Auxilium Torino.

## Palmarès
- Campionato tedesco: 1

Brose Bamberg: 2014-15
- Coppa di Israele: 1

Maccabi Tel Aviv: 2015-16
- Coppa Italia: 1

Auxilium Torino: 2018
- Coppa di Lega israeliana: 1

Maccabi Tel Aviv: 2015